# تلوخ
تلوخ (به لاتین: Tlokh) یک منطقهٔ مسکونی در روسیه است که در داغستان واقع شده‌است.